# Chiesa di San Giorgio nuova (Settimo Milanese)
La Chiesa di San Giorgio è la parrocchiale di Seguro, frazione di Settimo Milanese, nella città metropolitana e arcidiocesi di Milano.

## Storia
La parrocchia di Seguro ha origine medievale ed ha avuto sede, sin dal 1755, nella Chiesa Vecchia di Seguro. Con l'arrivo del nuovo millennio questa chiesa viene ritenuta non più adatta a servire i bisogni della comunità e nel 1999 viene progettata una chiesa nuova, nelle vicinanze, da Luigi Caccia Dominioni, che viene inaugurata il 13 gennaio 2003.

## Architettura
Edificio con pianta composita, alternando pareti curve e rettilinee, e aula unica. La facciata è in un angolo, con una rientranza curva che ospita tre portali sotto un portico, che funge anche da balconata con una statua in bronzo. Nella parte superiore ci sono tre aperture, di cui quella centrale è più grande. Un'altra apertura continua si trova sotto il tetto, sormontata da una croce metallica e arretrata rispetto al profilo gradonato della facciata. L'esterno è caratterizzato da una finitura con piccoli elementi quadrati che simulano il bugnato.
L'interno è un unico spazio aperto, tranne l'area del presbiterio, che aggiunge ambienti curvilinei al modulo quadrangolare. Ci sono altre aperture di varie dimensioni e forme lungo i lati della chiesa.
Di particolare rilievo urbanistico è anche il nuovo sagrato che, con la costruzione di una scuola nel medesimo piazzale, è pensato per divenire un nuovo polo per la comunità locale.